# ناتئ شصي للعظم الغربالي
الناتئ الشصي للعظم الغربالي (بالإنجليزية: Uncinate process of ethmoid bone)‏
في العظم الغربالي، يوجد صفيحة منحنية بشكل بارز،تسمى الناتئ الشصي، تكون بارزة باتجاه الأسفل والخلف، تشكل جزء صغير من الجدار الإنسي للجيب الفكي، وتتمفصل مع الناتئ الغربالي للمحارة الأنفية السفلية.

## صور إضافية

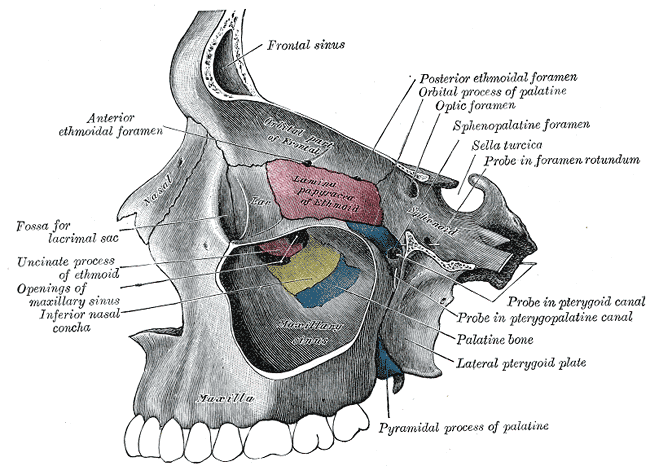
الجدار الإنسي للحجاج الأيسر.
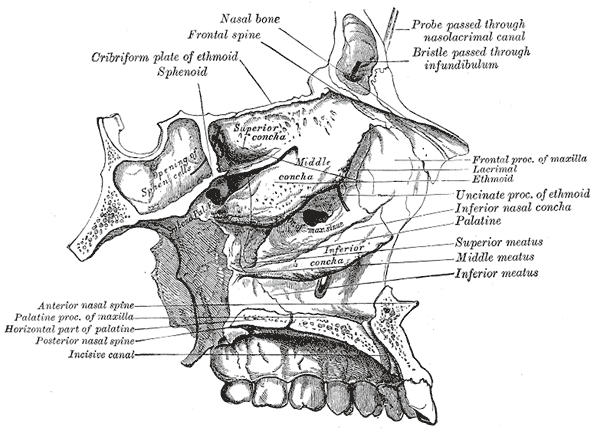
السقف والأرضية والجدار الجانبي (الوحشي) للتجويف الأنفي الأيسر.